# Résolution 1401 du Conseil de sécurité des Nations unies
Membres permanents
- Chine
- États-Unis
- France
- Royaume-Uni
- Russie

Membres non permanents
- Bulgarie
- Cameroun
- Colombie
- Guinée
- Irlande
- Mexique
- Maurice
- Norvège
- Singapour
- Syrie

Résolution no 1400 Résolution no 1402
La résolution 1401 du Conseil de sécurité des Nations unies fut adoptée à l'unanimité le 28 mars 2002. Après avoir réaffirmé toutes les résolutions sur la situation en Afghanistan, en particulier les résolutions 1363 (de 2001), 1378 (de 2001), 1383 (de 2001) et 1386 (de 2001) et les résolutions 1368 (de 2001) et 1373 (de 2001) sur le terrorisme, le Conseil a approuvé la création de la Mission d'assistance des Nations unies en Afghanistan (MANUA). Il remplacerait l'ancienne Mission spéciale des Nations unies en Afghanistan.
Le Conseil de sécurité a rappelé son soutien aux accords de Bonn de décembre 2001 et au droit du peuple afghan de déterminer son propre avenir politique. Il a souligné l’importance de la lutte contre le commerce illicite de drogues, le trafic d’armes et la menace des mines terrestres, et a encouragé les pays donateurs qui ont promis une aide financière à honorer leurs engagements.
La résolution approuvait la création de la MANUA pour une période initiale de 12 mois avec un mandat et une structure décrits dans un rapport du secrétaire général Kofi Annan. Selon le rapport, la MANUA se concentrerait sur deux domaines principaux : les affaires politiques et les secours, le relèvement et la reconstruction avec des bureaux dans tout le pays. Le Conseil a réaffirmé le rôle de Lakhdar Brahimi, représentant spécial du secrétaire général, dans la conduite des activités des Nations unies en Afghanistan. Les parties afghanes ont été instamment priées d’assurer la sécurité et la liberté de mouvement du personnel de la MANUA.
Le Conseil a souligné que la fourniture d’une aide au relèvement et à la reconstruction pouvait contribuer à la mise en œuvre des accords de Bonn. En outre, il a souligné que l’aide humanitaire devait être fournie en cas de besoin et que les autorités afghanes devaient maintenir un environnement sûr et respecter les droits de l’homme.
Enfin, la Force internationale d'assistance et de sécurité a été priée de travailler en étroite collaboration avec le Secrétaire général et son représentant spécial, et le Secrétaire général était tenu de faire un rapport tous les quatre mois sur l’application de la résolution actuelle.